# 拉特蘭郡
律倫（英語：Rutland）是英國英格蘭的郡、單一管理區。除了行政總部奧克姆、小鎮阿賓漢姆外，郡內都是人口不多的小村莊。
律倫既是名譽郡，又是單一管理區，無論把它看待成那種身分；它的人口和面積分別是38,300和382平方公里。

## 歷史
律倫伯爵、律倫公爵是英格蘭貴族的頭銜。首位律倫伯爵是英格蘭國王愛德華三世之孫、第一代約克公爵蘭利的埃德蒙的長子諾里奇的愛德華在1385年受封。首任律倫公爵約翰·曼納斯在1703年受封，現任公爵大衛·曼納斯在1999年受封。

## 地方沿革
《1894年地方政府法案》生效後，律倫郡下轄3個鄉區（Rural district）：奧克姆區（Oakham Rural District）、阿平厄姆鄉區（Uppingham Rural District）、凱頓鄉區（Ketton Rural District）。1911年，奧克姆在奧克姆鄉區分割出來，成為urban district。《1972年地方政府法案》在1974年4月1日生效，拉特蘭成為萊斯特郡的非都市區。1992年成立的英格蘭地方政府委員會（Local Government Commission for England）建議律倫成為單一管理區，不再是非都市區，在1998年4月1日生效至今。

## 人口
律倫郡在2001年人口普查中統計得人口34,560，相比起1991年人口普查統計得人口33,228，上升了4%。
| 年   | 人口   |
| ---- | ------ |
| 1831 | 19,380 |
| 1861 | 21,861 |
| 1871 | 22,073 |
| 1881 | 21,434 |
| 1891 | 20,659 |
| 1901 | 19,709 |
| 1991 | 33,228 |
| 2001 | 34,560 |

## 地理
下圖顯示英格蘭48個名譽郡的分佈情況。律倫東北與林肯郡相鄰，東與劍橋郡相鄰，南與北安普敦郡相鄰，西、西北與萊斯特郡相鄰。

## 外部連結
- 拉特蘭郡議會 （页面存档备份，存于）

52°40′16″N 0°44′02″W / 52.67111°N 0.73389°W